# Leptoiulus zagrebensis
Leptoiulus zagrebensis är en mångfotingart som beskrevs av Karl Wilhelm Verhoeff 1929. Leptoiulus zagrebensis ingår i släktet Leptoiulus och familjen kejsardubbelfotingar. Inga underarter finns listade i Catalogue of Life.